# Торе Педерсен
Торе Педерсен (29. септембар 1969) бивши је норвешки фудбалер.

## Каријера
Током каријере играо је за Гетеборг, Бран, Блекберн роверси, Ајнтрахт Франкфурт и многе друге клубове.

## Репрезентација
За репрезентацију Норвешке дебитовао је 1990. године. За национални тим одиграо је 47 утакмица.

## Статистика
| Норвешка | Норвешка | Норвешка |
| Год.     | Ута.     | Гол.     |
| -------- | -------- | -------- |
| 1990     | 5        | 0        |
| 1991     | 8        | 0        |
| 1992     | 10       | 0        |
| 1993     | 10       | 0        |
| 1994     | 5        | 0        |
| 1995     | 1        | 0        |
| 1996     | 1        | 0        |
| 1997     | 4        | 0        |
| 1998     | 0        | 0        |
| 1999     | 3        | 0        |
| Укупно   | 47       | 0        |